# Chéraga (tribu)
Pour les articles homonymes, voir Chéraga.
Chéraga (en arabe: شراقة) est une tribu marocaine arabo-berbère formée d'élements Ashja' et Béni Amer (arabe) et d'éléments berbères Houaras, Mediouna et Beni-Snous. Elle fut installée au nord de Fès par Rachid ben Chérif.

## Histoire
Autrefois guich dans l'armée saadienne, c'est Rachid ben Chérif qui avait remis sur pied le guich, et qui a installé toute la tribu au nord de Fès.
Depuis l'époque de l'arrivée des Banu Hilal en Afrique du Nord, les ancêtres des tribus Hyayna et Chéraga étaient des bédouins nomades, à l'arrivée dans la région de Fès, ces derniers faisait plusieurs attaques sur Fès, il fallut plusieurs générations pour leur sédentarisation dans la région.
Ils ce calmeront et vont rester de plus en fidèle au makhzen, jusqu'en 1669, où Moulay Ismail, qui c'est emparé de Fès, va leur édifier une forteresse pour y caserner ses troupes de Cheraga.
Ces derniers seront influencée avec les Oudaïa par la révolte des Cherarda contre le Makhzen de Moulay Abd al-Hafidh et contre les français, ces derniers vont alors rejoindre la révoltes même si de leur côté cette dernière est plus douce.

## Sources

### Sources bibliographiques
1. ↑  Archives marocaines, volume XXVIII 1931, p. 24.

### Francophone
- Ahmed ben Khâled Ennâsiri Esslâoui. (trad. de l'arabe par Eugène Fumet), Kitâb Elistiqsâ li-Akhbâri doual Elmâgrib Elaqsâ [« Le livre de la recherche approfondie des événements des dynasties de l'extrême Magrib »], vol. IX : Chronique de la dynastie alaouie au Maroc, Paris, Ernest Leroux, coll. « Archives marocaines », 1906 (lire en ligne)
- Direction générale des affaires indigènes, Archives marocaines, vol. XXVIII, Paris, Honoré Champion, coll. « Publication de la Direction générale des affaires indigènes (section sociologique) », 1931, 65 p. (lire en ligne [PDF])   — y sont incluses plusieurs cartes.